# Dō-maru

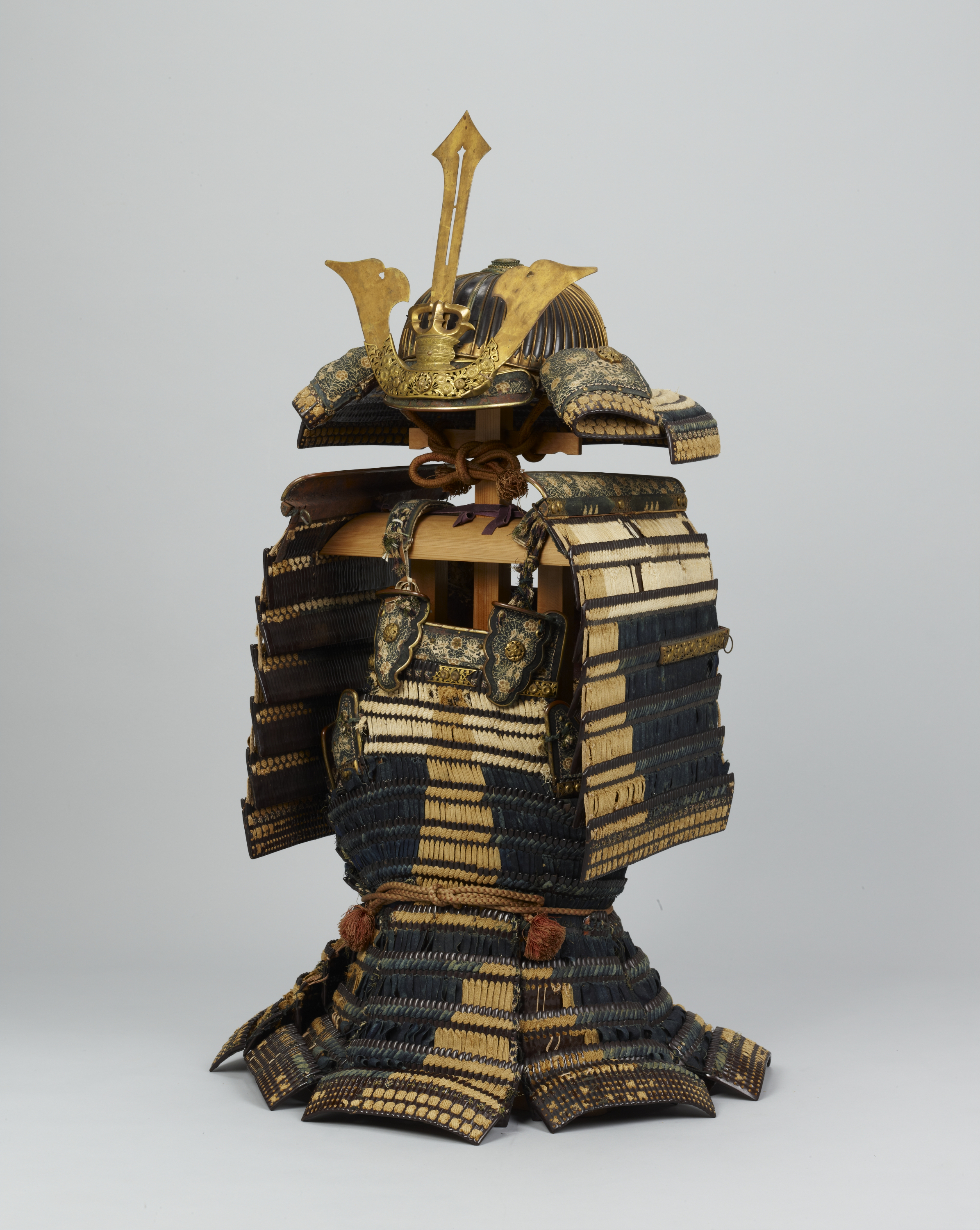
Dō-maru del período Muromachi, siglo, Museo Nacional de Tokio, Bien Cultural Importante de Japón.

Dō-maru (胴 丸 "envoltura corporal"?) era un tipo de coraza propia de las armaduras samurái (dō) que usaba la clase guerrera del Japón feudal. Comenzó a aparecer en el siglo XI como una armadura para samuráis de bajo rango y criados. Al igual que su contraparte de jerarquía elevada, el ō-yoroi, se volvió más común durante la Guerra Genpei a finales del siglo XII.

## Descripción

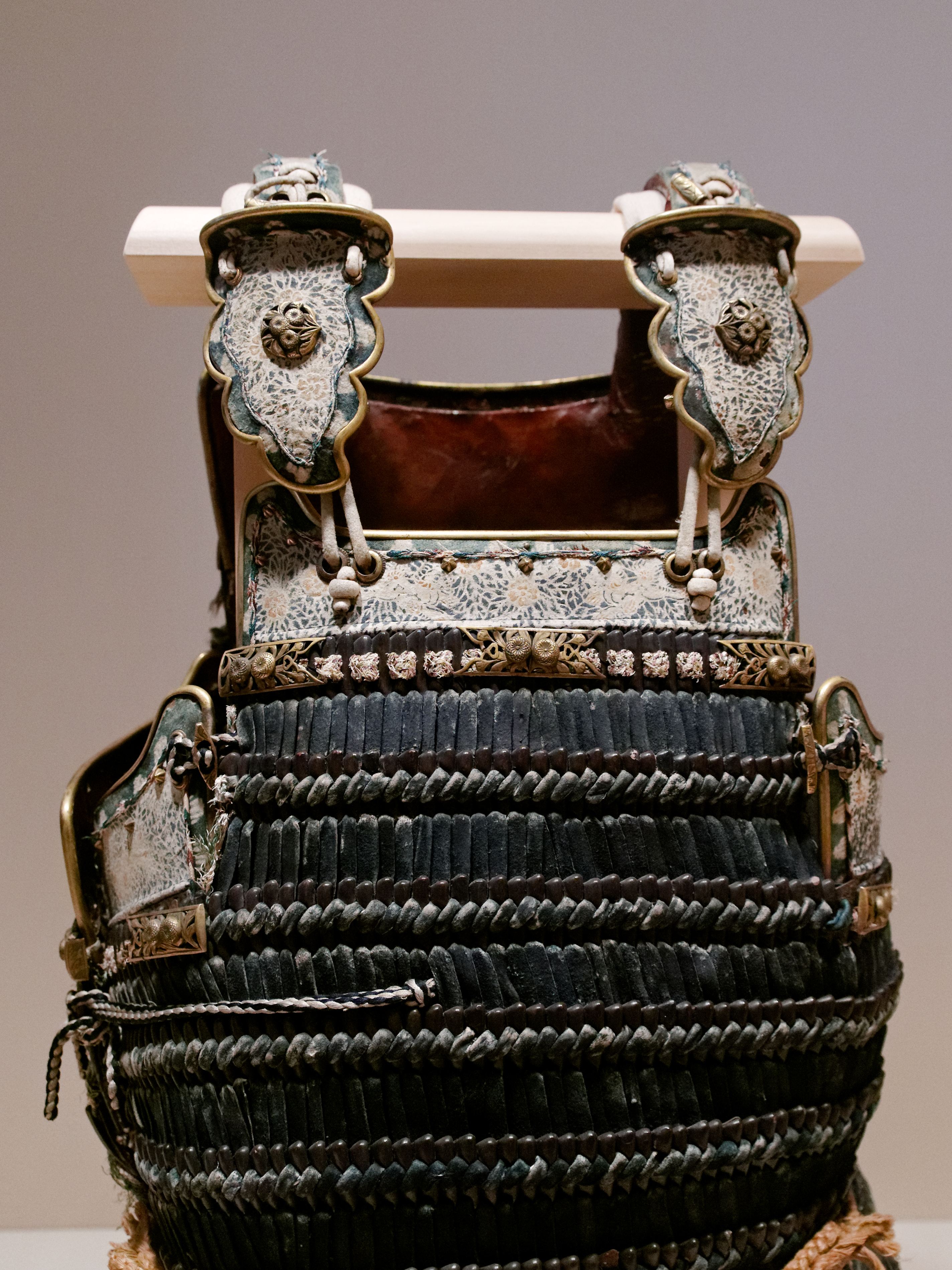
Coraza dō-maru datada del período Muromachi. Nótese la obertura que presenta en la parte derecha.

Las armaduras japonesas cuentan con numerosos estilos que en apariencia son similares; el dō-maru se define particularmente porque se abre por el lado derecho en oposición al estilo haramaki, que se abre en la parte posterior, y el ō-yoroi, cuya coraza está descubierta en el lado derecho precisa de una placa separada. El ō-yoroi era una armadura pesada diseñada para usarse a caballo y también era costosa de fabricar. El dō-maru, como el haramaki, tenía más placas (kusazuri) que un ō-yoroi y era más liviano, más ajustado y más barato. Era más fácil luchar con el dō-maru a pie y, finalmente, los samuráis de mayor estatus adoptaron esta coraza sobre el ō-yoroi.

## Diseño

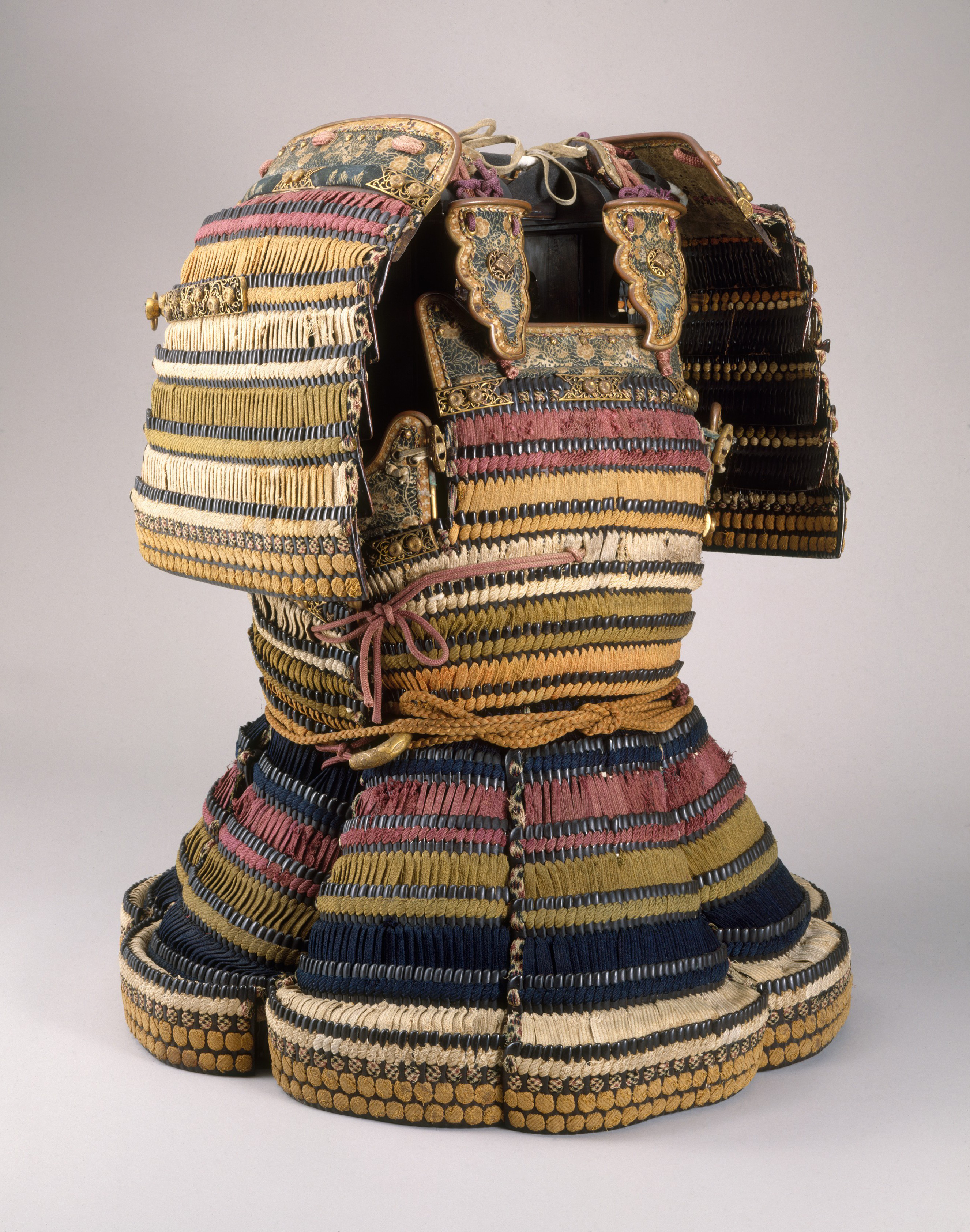
Dō-maru perteneciente al estilo conservador del período Muromachi.

Los dō-maru se manufacturaron a partir de pequeñas escamas de cuero o metal atadas en placas lacadas con cuerda. Luego, cada placa se unía para formar la armadura. Los colores de los cordones indicaban la pertenencia a un clan. Debido al peso del hierro, los fabricantes limitaron su uso a las partes más vitales de la armadura, por lo que dejaron cuero para el resto. Las corazas presentaban un estilo sobrio durante el período Muromachi en contraste con las posteriores de diseño llamativo del período Azuchi-Momoyama.

## Relevancia
Las armaduras de estilo dō-maru fueron un obsequio diplomático típico del clan Tokugawa, la familia gobernante del tercer shogunato. Muchas de las presentes en colecciones reales europeas fueron firmadas por Iwai Yozaemon, uno de los principales armeros de los Tokugawa. Los dō-maru que se mandaron como regalo solían ser trofeos de guerras anteriores. A menudo contaban con decoración lacada sobre sus placas con temática budista o con diseños de mon.